# トゥーン・ディズニー
トゥーン・ディズニー（Toon Disney）は、ウォルト・ディズニー・カンパニーが運営していたアニメ専門チャンネルである。

## 概要
ディズニー・チャンネルに次ぐ2つ目のディズニー作品専門チャンネルとして、本国のアメリカでは1998年4月に放送を開始した。
日本では2005年12月1日より放送を開始。ディズニー・チャンネルと同様に、国内のディズニーの事業を統括するウォルト・ディズニー・ジャパン株式会社の放送事業部門である『ウォルト・ディズニー・テレビジョン・インターナショナル ジャパン』により運営されていた。スカパー!では電気通信役務利用放送（衛星役務利用放送）の事業者でもあるが、スカパー!e2ではインターローカルメディアに放送事業を委託していた。
番組は大きく2つのゾーンに分類されており、一方はディズニーが制作した作品向けの「トゥーン・ディズニー」、もう一方は男児向けのアクション・アドベンチャー番組や日本のアニメ作品を放送する「ジェティックス」（JETIX）である。
日本での番宣CMのナレーションは山田真一と郷里大輔（「JETIX」のみ）が担当した。※JETIXのナレーションで女性も担当した。
ディズニー・チャンネルとは対照的に契約世帯の獲得に苦戦したことなどから、2009年（アメリカでは2月13日、日本では8月1日）には全時間帯で男児向けの番組編成に特化した『ディズニーXD』にリニューアルした（参考資料）。なお、日本では宣伝時などに『ドラマ!アニメ!映画!ディズニーXD』という名称が用いられることが多い。

## 番組枠

### トゥーン・ディズニー（Toon Disney）
さまざまなディズニー作品を放送。番組の前後にはミッキーマウスやドナルドダックをはじめとするディズニーの名キャラクターたちが登場し、番組に華を飾った。
また、2007年2月3日からは「ビッグ MOVIE ショウ!」という映画専用の兄弟枠が加わり、週末の9時と15時や月曜の昼に設定されていた。記念すべき『くまのプーさん　完全保存版』が第一回目に放送された。2009年7月31日の放送をもって終了し、2年間の歴史に幕を閉じた。『トイ・ストーリー』で最終回に放送された。
主な作品
- ライオン・キングのティモンとプンバァ
- クワック・パック
- ティーモ・シュプリーモ
- スペース・レンジャー バズ・ライトイヤー
- リセス 〜ぼくらの休み時間〜
- ハウス・オブ・マウス
- ブランディ アンド Mr.ウィスカーズ
- チップとデールの大作戦
- パパはグーフィー
- バーバリアン・デイブ
- ザ・リプレイス 大人とりかえ作戦
- 101匹わんちゃん
- ダックテイル
- アメリカン・ドラゴン
- ブンブン・マギー
- ジャングル・ジョージ ザ・シリーズ
- 学園パトロール フィルモア
- ヘラクレス
- 新くまのプーさん

### ジェティックス（JETIX）
ディズニー以外の作品を含む、男児向けのアクション・アドベンチャー作品を集中的に放送する時間枠。毎日17時から20時までと22時から25時までの6時間にわたって編成されていた。
日本のアニメ作品については、ほとんどがテレビ東京かABCテレビ（朝日放送）が製作したものである。2005年12月1日放送開始。記念すべき､『ハウス・オブ・マウス』が第一号に放送された。2009年7月31日の放送をもって終了し､4年間の歴史に幕を閉じた。日本テレビやTBS､NHK番組の日本アニメ作品は放送されていない。『ブランディ アンド Mr.ウィスカーズ』で最終号に放送された。
主なオリジナル作品
- スーパー・ロボット・モンキー・チーム・ハイパーフォース GO!
- オーバン・スターレーサーズ
- X-メン（以下は過去に他のチャンネルで放送されたことのある海外の作品）
- ターザン
- ファンタスティック・フォー
- ジャッキー・チェン・アドベンチャー
- プッカ
- イン・ヤン・ヨー!
- W.I.T.C.H

主な日本のアニメ作品
- 魔法陣グルグルシリーズ
- ドラゴンドライブ
- シャーマンキング
- 陰陽大戦記
- 甲虫王者ムシキング 森の民の伝説
- 韋駄天翔
- 妖逆門 -ばけぎゃもん-
- ネットゴースト PIPOPA
- ゾイドフューザーズ、ゾイドジェネシス
- MÄR-メルヘヴン-
- ポケモン（以上、テレビ東京製作）
- デルトラクエスト（テレビ愛知製作）
- かいけつゾロリ（メ〜テレ製作）
- ドルアーガの塔 〜the Aegis of URUK〜（UHFアニメ。第1期のみ）
- NINKU -忍空-（フジテレビ制作）